# Estación de Briviesca
Briviesca es una estación ferroviaria situada en el municipio español de Briviesca, en la provincia de Burgos, comunidad autónoma de Castilla y León. Cuenta con servicios de Media Distancia operados por Renfe. Cumple también funciones logísticas.

## Situación ferroviaria
La estación se encuentra en el punto kilométrico 416,885 de la línea férrea de ancho ibérico que une Madrid con Hendaya a 724,46 metros de altitud, entre las estaciones de Burgos y Pancorbo. El tramo es de vía doble y está electrificado.

## Historia
La estación fue inaugurada el 26 de julio de 1862 con la puesta en marcha del tramo Quintanapalla – Miranda de Ebro de la línea radial Madrid-Hendaya. Su explotación inicial quedó a cargo de la Compañía de los Caminos de Hierro del Norte de España quien mantuvo su titularidad hasta que en 1941 fue nacionalizada e integrada en la recién creada RENFE.
Desde el 31 de diciembre de 2004, Renfe Operadora explota la línea mientras que Adif es la titular de las instalaciones ferroviarias.

## La estación

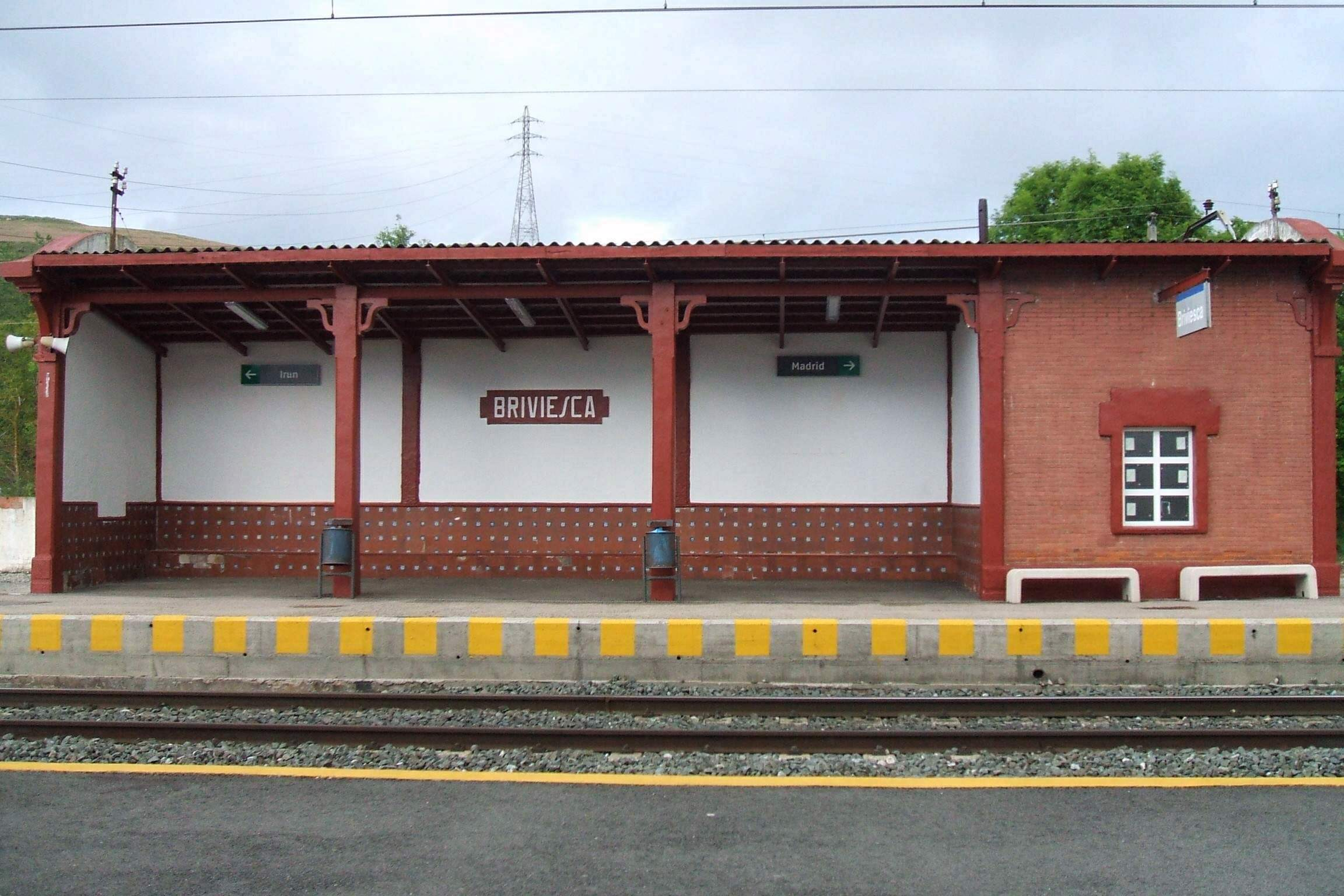
Aspecto de los andenes de la estación (imagen tomada en 2008)

El edificio de viajeros de la estación de Briviesca es un clásico edificio formado por un pabellón central de dos pisos con dos anexos laterales de menor altura. Cuatro puertas decoradas con arcos 
sirven de acceso al recinto que ha sido pintado de rosa y ocre en su última rehabilitación. Posee dos andenes y dos vías para el tráfico de viajeros aunque las instalaciones se completan con otras cuatro vías numeradas para uso logístico. Los cambios de andén se realizan a nivel. En el andén opuesto al edificio de viajeros se encuentra un refugio de grandes dimensiones para los viajeros que esperen los trenes que acceden por la vía 2. 

## Servicios ferroviarios

### Media Distancia
Renfe presta servicios de Media Distancia en la estación, comercializados como MD y Regional Exprés, que realizan los trayectos:
| Línea MD | Servicio        | Origen/Destino      | Paradas intermedias | Destino/Origen      |
| -------- | --------------- | ------------------- | --- | ------------------- |
| 21       | MD              | Madrid-Príncipe Pío | Villalba · El Escorial · Zarzalejo · Robledo de Chavela · Santa María de la Alameda-Peguerinos · Las Navas del Marqués · Navalperal · Herradón-La Cañada · Ávila · Arévalo · Medina del Campo · Valladolid-Campo Grande · Venta de Baños · Palencia · Burgos-Rosa Manzano · Briviesca · Miranda de Ebro · Vitoria · Alegría de Álava · Salvatierra de Álava · Araya · Alsasua · Legazpi · Zumárraga · Beasáin · Ordicia · Tolosa · San Sebastián · Lezo-Rentería                                                                                      | Irún                |
| 21       | MD              | Madrid-Príncipe Pío | Villalba · El Escorial · Ávila · Arévalo · Medina del Campo · Valladolid-Campo Grande · Venta de Baños · Palencia · Burgos-Rosa Manzano · Briviesca · Miranda de Ebro · Vitoria · Alegría de Álava · Salvatierra de Álava · Araya · Alsasua · Legazpi · Zumárraga · Beasáin · Ordicia · Tolosa · Villabona-Cizúrquil · Andoáin-Centro · Hernani-Centro · San Sebastián · Pasajes · Lezo-Rentería | Irún                |
| 21       | MD              | Madrid-Príncipe Pío | Villalba · El Escorial · Zarzalejo · Robledo de Chavela · Santa María de la Alameda-Peguerinos · Las Navas del Marqués · Navalperal · Herradón-La Cañada · Ávila · Arévalo · Medina del Campo · Valladolid-Campo Grande · Venta de Baños · Palencia · Magaz · Quintana del Puente · Villaquirán · Burgos-Rosa Manzano · Briviesca · Miranda de Ebro | Vitoria             |
| 21       | MD              | Irún                | Lezo-Rentería · San Sebastián · Hernani-Centro · Andoáin-Centro · Villabona-Cizúrquil · Tolosa · Ordicia · Beasáin · Zumárraga · Legazpi · Alsasua · Araya · Salvatierra de Álava · Alegría de Álava · Vitoria · Miranda de Ebro · Briviesca · Burgos-Rosa Manzano · Palencia · Venta de Baños · Valladolid-Campo Grande · Medina del Campo · Arévalo · Ávila · Guimorcondo · Herradón-La Cañada · Navalperal · Las Navas del Marqués · El Pimpollar · Santa María de la Alameda-Peguerinos · Robledo de Chavela · Zarzalejo · El Escorial · Villalba | Madrid-Príncipe Pío |
| 21       | MD              | Irún                | Lezo-Rentería · San Sebastián · Hernani-Centro · Andoáin-Centro · Villabona-Cizúrquil · Tolosa · Ordicia · Beasáin · Zumárraga · Legazpi · Alsasua · Araya · Salvatierra de Álava · Alegría de Álava · Vitoria · Miranda de Ebro · Briviesca · Burgos-Rosa Manzano · Palencia · Venta de Baños · Valladolid-Campo Grande · Medina del Campo · Arévalo · Ávila · El Escorial · Villalba | Madrid-Príncipe Pío |
| 21       | MD              | Vitoria             | Miranda de Ebro · Pancorbo · Briviesca · Burgos-Rosa Manzano · Villaquirán · Quintana del Puente · Magaz · Palencia · Venta de Baños · Valladolid-Campo Grande · Medina del Campo · Arévalo · Ávila · El Escorial · Villalba | Madrid-Príncipe Pío |
| 26       | Regional Exprés | Burgos-Rosa Manzano | Briviesca · Pancorbo · Miranda de Ebro · Vitoria · Alegría de Álava · Salvatierra de Álava · Araya · Alsasua-Pueblo · Echarri-Aranaz · Huarte-Araquil | Pamplona            |
| 26       | Regional Exprés | Miranda de Ebro     | Pancorbo · Briviesca | Burgos-Rosa Manzano |